# ASB uitzendbureau
ASB uitzendbureau was een Nederlands bedrijf dat bijna 60 jaar lang tijdelijke arbeidskrachten leverde aan het bedrijfsleven, overheid en de gezondheidszorg.

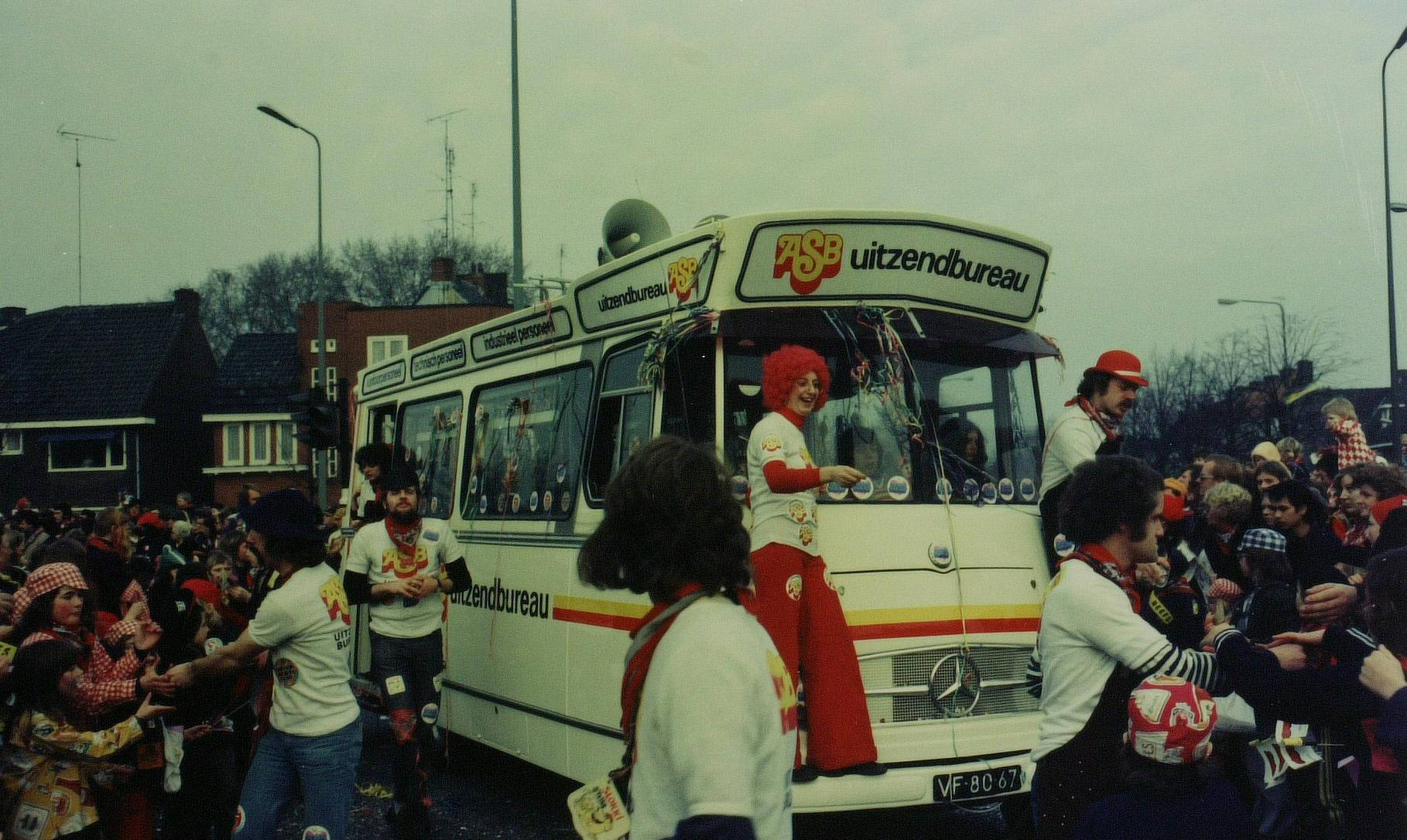
Reclamewagen van ASB uitzendbureau

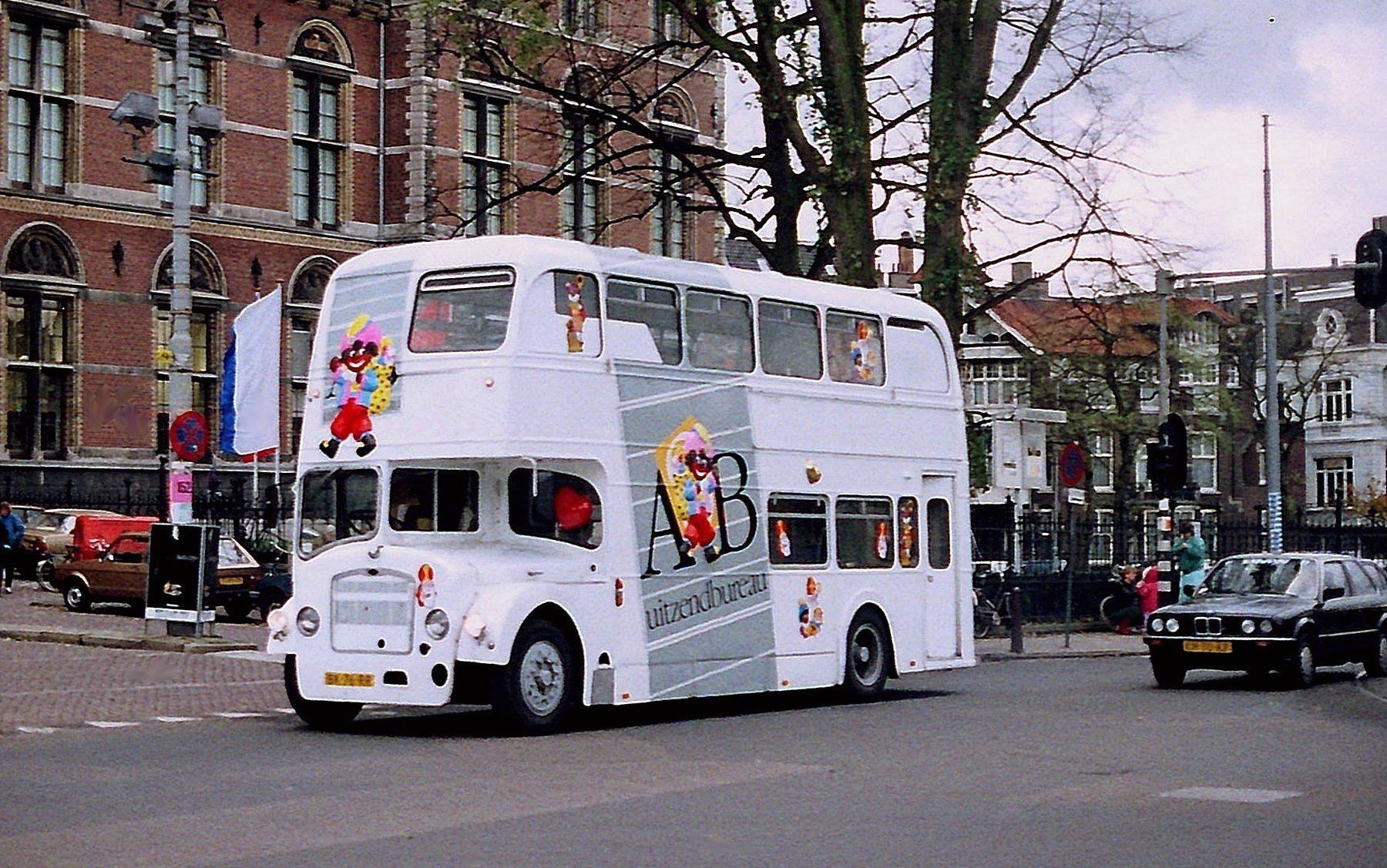
ASB promotiebus

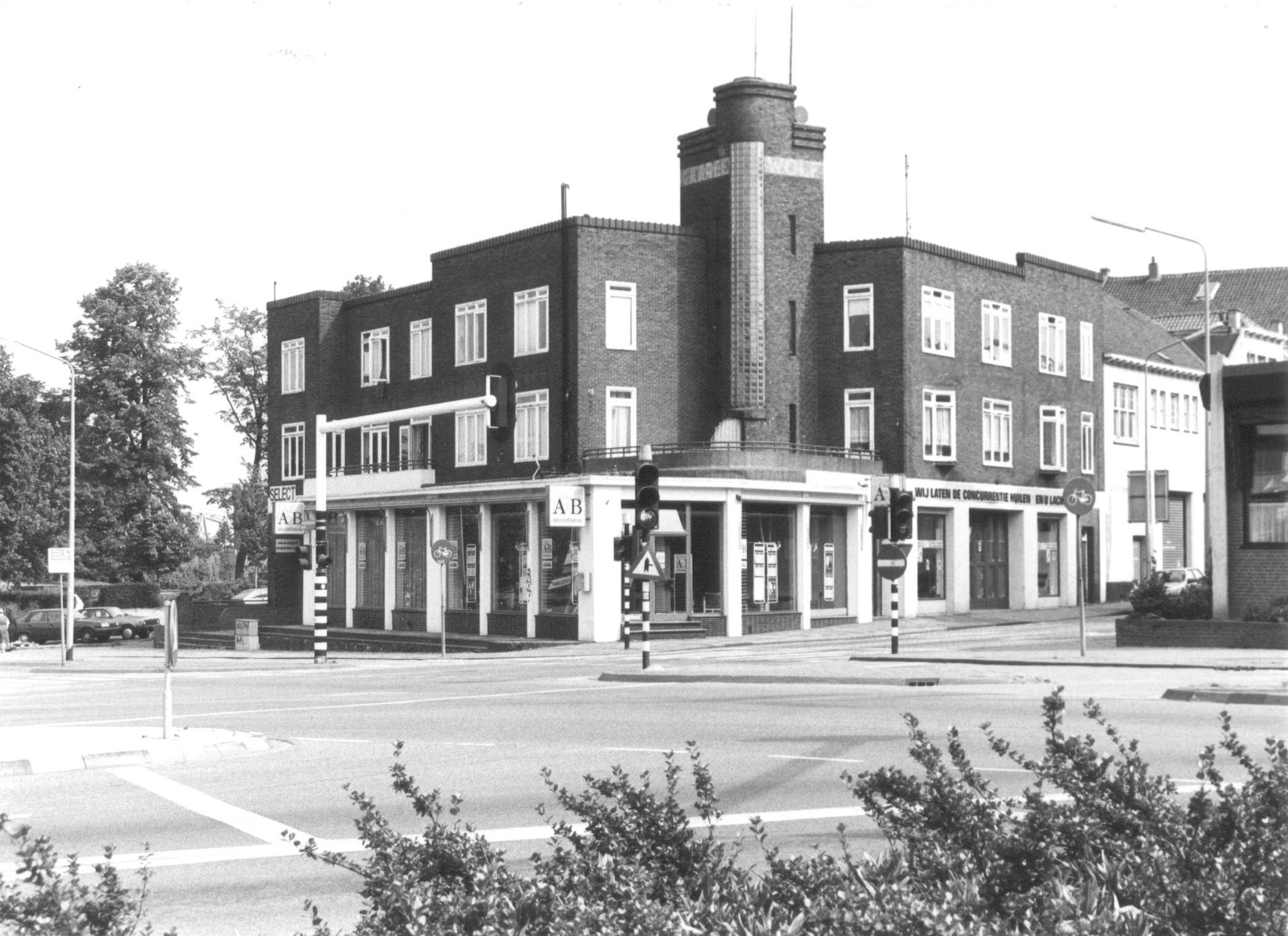
ASB uitzendbureau Nijmegen aan de Kronenburgersingel anno 1988

## Geschiedenis
Het Algemeen Service Bedrijf, afgekort ASB, werd in 1949 in Den Haag opgericht door Pieter Jan Sturm

Zijn bedrijf was het eerste uitzendbureau dat naast, de voor die tijd gebruikelijke administratieve sector, ook tijdelijke arbeidskrachten leverde in de agrarische sector en de postverwerking.

Na toetreding in 1977 tot het Vendex-concern (waartoe onder andere V&D behoorde), groeide ASB uit tot een van de grootste uitzendbureaus van Nederland met meer dan 100 vestigingen en werd het bedrijf ook actief in België (onder de naam ASB Interim), Frankrijk en Engeland.

Net voor de fusie in 1984 met uitzender Vedior (dochter van het V&D concern) kwam het uitzendbureau in het nieuws nadat bekend werd dat de directie van het uitzendbureau was afgeluisterd, vlak nadat dat de FIOD een inval had gedaan bij de mogelijke fusiepartner Vedior uitzendbureau.

In 1988 ontstond een conflict tussen de ondernemingsraad van het uitzendbureau en de directie van Vendex over de besteding van het eigen vermogen van het uitzendbureau. Dit mondde uit in het dreigen van een kort geding door de ondernemingsraad om te voorkomen dat 21 miljoen van het eigen vermogen zou worden overgeschreven naar de rekening van Vendex.

In 1989 kwam het uitzendbureau in het Israëlische tv-nieuws toen bekend werd dat de gehele organisatie vier dagen naar Israël zou gaan. De Israëlische overheid verleende medewerking onder andere door de militaire luchtmachtbasis Ufda in de Negevwoestijn ter beschikking te stellen voor de landing en via de autoriteiten in Eilat.

## Organisatieveranderingen
1984
Fusie van ASB uitzendbureau en Vendex dochter Vedior Holding (met de uitzendbureaus Vedior en Dactylo).
1987
Boele Staal, later bekend als politicus, treedt in dienst als commercieel directeur.
1995
Vendex besluit om haar uitzendtak, ondergebracht in Vedior International, sterker te positioneren en voegt de uitzendbureaus ASB en Vedior samen, tegelijkertijd met een aantal andere kleinere uitzendbureau-dochters, waaronder Mailprofs, Adhoc en Project Partners. De nieuwe organisatie krijgt de naam ASB.
2008
Vedior International wordt overgenomen door Randstad en de uitzendvestigingen ASB van Vedior International worden ondergebracht bij de Randstad-dochter, Tempo-Team.

## Sectoren
ASB uitzendbureau werd in de jaren 70 vooral actief in techniek- en productiesector.

Later plaatste men uitzendkrachten in andere sectoren waaronder de schoonmaaksector en gezondheidszorg (via ASB Medi-call). Hierbij richtte men zich steeds meer op schoolverlaters en studenten.